# Smilde (waterschap)
Smilde is een voormalig waterschap in de Nederlandse provincie Drenthe.
Het kleine schap lag rond het dorp Smilde, aan weerszijden van de Drentse Hoofdvaart.
Het noordelijke deel van het gebied (de Zeven Blokken) wordt tegenwoordig beheerd door het waterschap Noorderzijlvest, het resterende gebied door Drents Overijsselse Delta.